# Xenopus amieti
Espèce
Statut de conservation UICN

 VU  : Vulnérable
Xenopus amieti est une espèce d'amphibiens de la famille des Pipidae.

## Répartition
Cette espèce est endémique de l'Ouest du Cameroun. Elle se rencontre entre 1 100 et 1 900 m d'altitude sur les mont Manengouba et sur les plateaux Bamileke et Bamenda,.

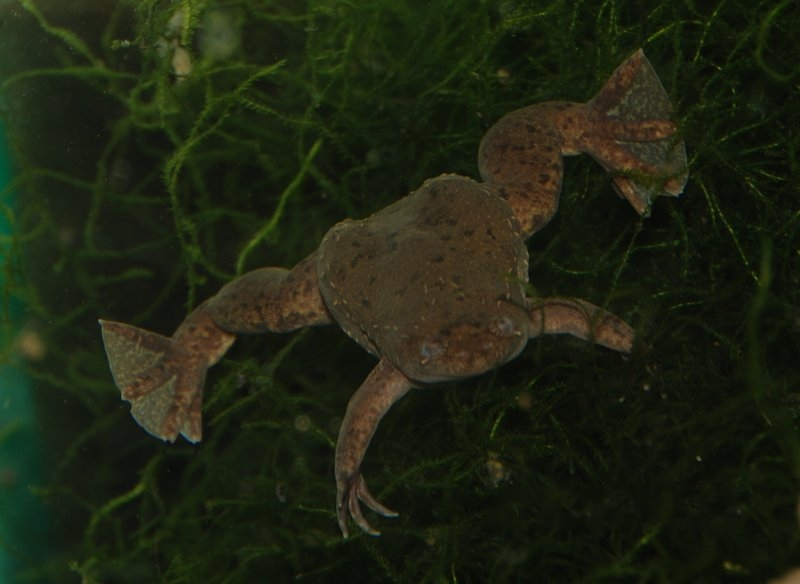

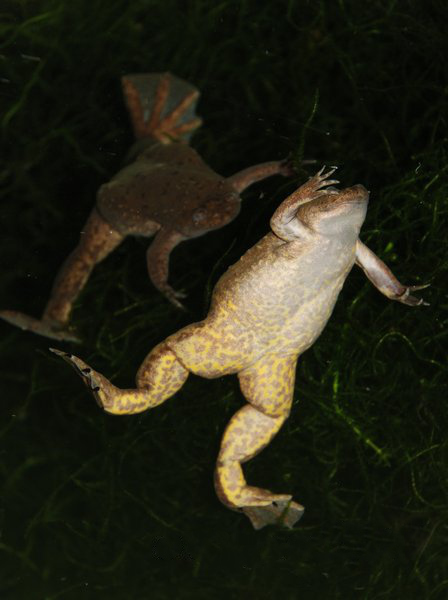

## Étymologie
Cette espèce est nommée en l'honneur de Jean-Louis Amiet.

## Publication originale
- Kobel, Du Pasquier, Fischberg & Gloor, 1980 : Xenopus amieti sp. nov. (Anura: Pipidae) from the Cameroons, another case of tetraploidy. Revue Suisse de Zoologie, vol. 87, no 4, p. 919-926 (texte intégral).